# Giovanni Battista Cecchini
Pour les articles homonymes, voir Cecchini.
Giovanni Battista Cecchini, né le 9 mars 1804 à Venise et mort le 19 février 1879 dans la même ville, est un architecte et peintre italien.

## Biographie
Giovanni Battista Cecchini naît le 9 mars 1804 à Venise,. Il enseigne à l'Université de Padoue, l'architecture civile. Il assume la charge de secrétaire de l'Académie des beaux-arts de Venise,.
Il est aussi occasionnellement peintre paysagiste et dessinateur de vedutes; il dessine ainsi 20 vues de Padoue pour les encarts lithographiques du grand Guida di Padova e della sua Provincia publié en 1842 par P. Selvatigo et d'autres.
Il meurt le 19 février 1879 dans sa ville natale,.